# Evol Intent
Evol Intent is een Drum and Bass groep, afkomstig uit Atlanta, Georgia, Verenigde Staten.
Ze bestaat uit 3 personen: The Enemy (Ashley Jones), Knick (Nick Weiller) en Gigantor (Mike Diasio). Hun nummers kregen grote aandacht van drum and bass artiesten als Technical Itch en Dylan. In april 2007 waren ze bezig met een tour tezamen met Ewun om hun nieuwe album te promoten.

## Beste nummers
- Malevolent
- Street Knowledge
- Red Soil
- 7 Angels With 7 Plagues
- Land of Thee Phat Bass
- Flipside feat Blip
- The Ladies
- Where's The Score
- Middle of the night